# Compiz

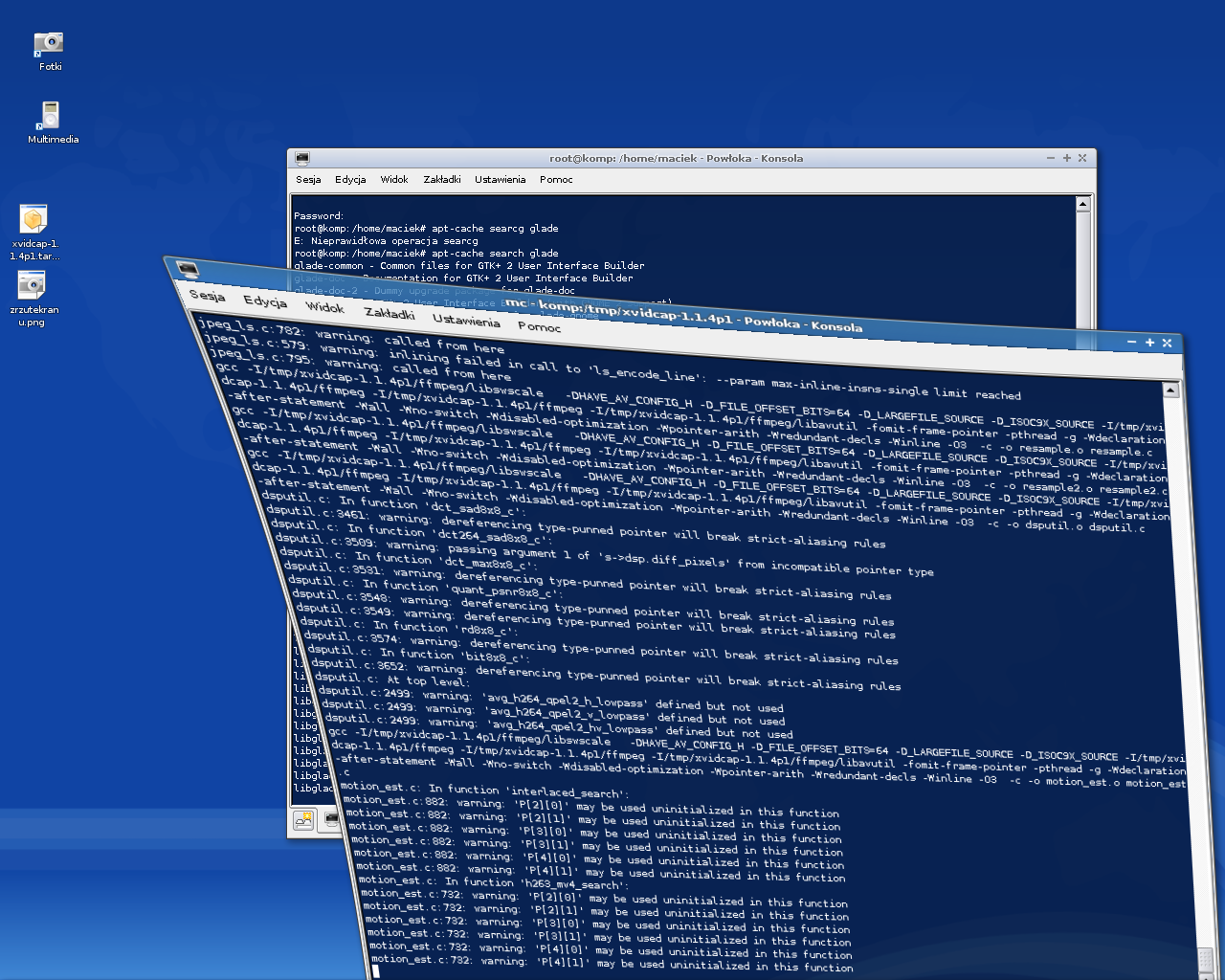
Efekt „galaretowatych”, rozciągających się okien widziany w środowisku graficznym KDE

Compiz – menedżer okien i kompozycji stworzony z myślą o wykorzystaniu możliwości XGL, opublikowany na otwartej licencji. Wypuszczony po raz pierwszy przez Novella w styczniu 2006. Oferuje różnorodne efekty graficzne, w minimalnym stopniu obciążając jednocześnie procesor (efektami zajmuje się karta graficzna). Niektóre z jego funkcji to wirtualne pulpity w formie sześcianu, galaretowate zachowanie okien podczas ich przesuwania, podgląd wszystkich okien programu/z konkretnego pulpitu/wszystkich otwartych.
Compiz działa zgodnie ze standardem ICCCM i może zastępować standardowe Metacity ze środowiska GNOME czy KWin z KDE.
Początkowo Compiz współpracował jedynie z XGL, od 22 maja 2006 może opierać się też na modyfikacji X Window System z włączonym AIGLX.

## Beryl
18 września 2006 ogłoszono, że eksperymentalna, rozwijana przez społeczność gałąź Compiz-Quinnstorm usamodzielnia się pod nazwą Beryl. Wśród powodów wymieniono brak komunikacji z głównym autorem Compiza oraz odmienną wizję rozwoju programu, a także potrzebę wprowadzenia ustrukturyzowanego zarządzania oraz uzyskania niezależności i własnego szyldu, by zyskać wiarygodność wśród twórców dystrybucji. Prace nad aplikacją miały stać się lepiej skoordynowane i uregulowane, a także podzielone na dwie gałęzie: stabilną (zdatniejszą m.in. dla dystrybucji) oraz niestabilną. Z drugiej strony główny programista Compiza David Reverman odpierał te zarzuty, argumentując, że podstawowym powodem braku akceptacji części łatek autorstwa społeczności była niska jakość kodu. 
Projekty ponownie połączyły się na przełomie marca i kwietnia 2007.

## Compiz Fusion
30 marca 2007 społeczności Beryla i Compiza doprowadziły do porozumienia w sprawie złączenia obu projektów w jeden o nazwie Compiz Fusion. System ten bazuje na ostatnim jądrze Compiza i ma dostarczać najlepsze wtyczki, dekoracje okien, narzędzia do konfiguracji i powiązane aplikacje z obu projektów.